# Шраманера

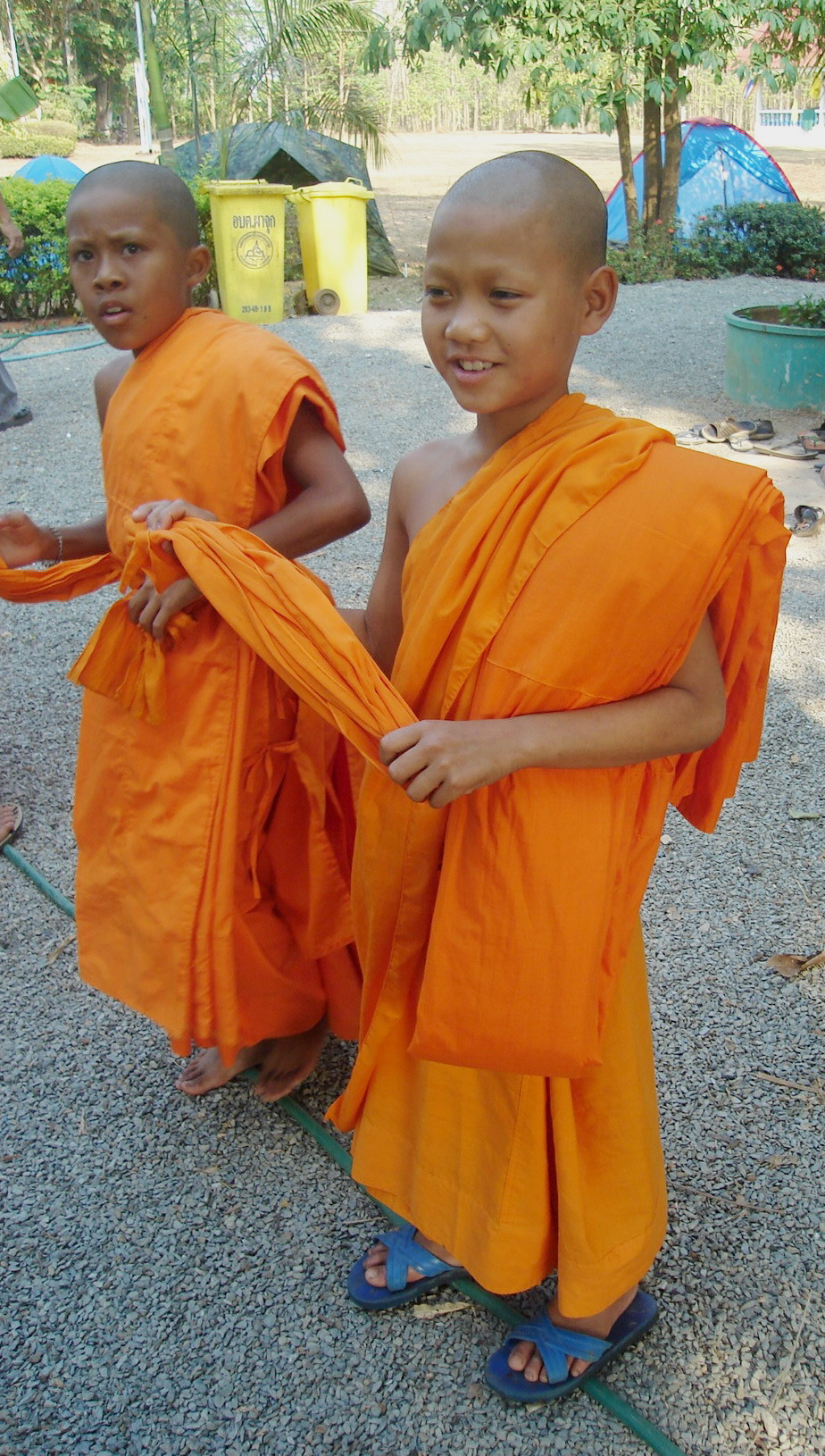
Шраманери у Таїланді

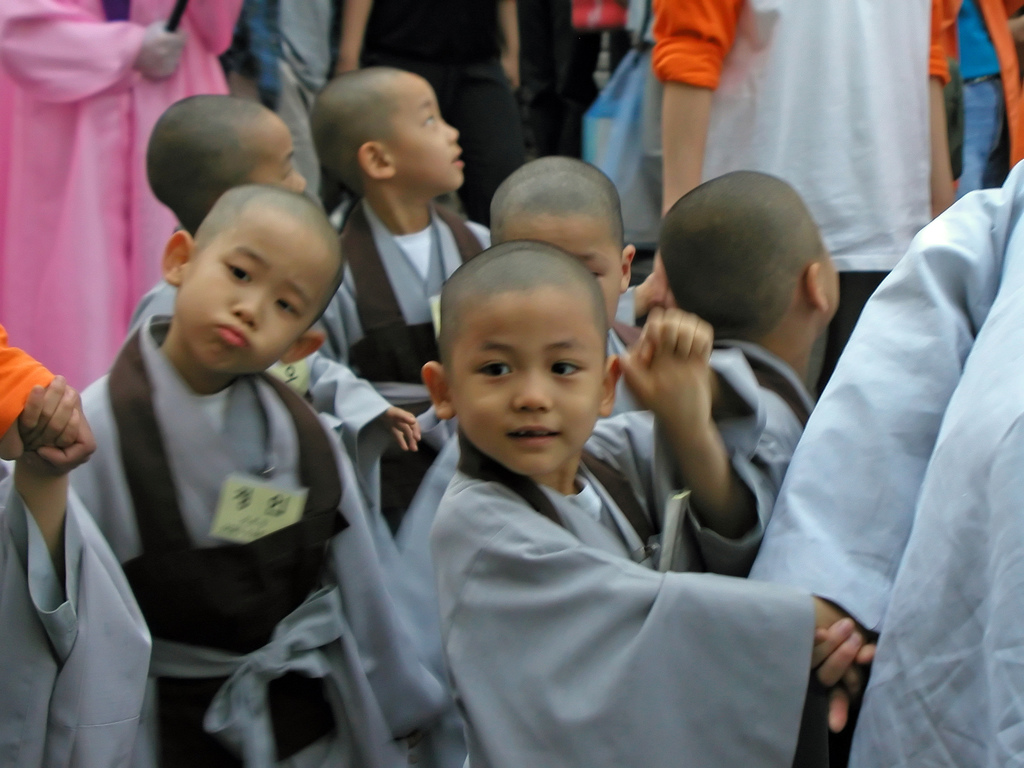
Шраманери в традиційному Корейському буддизмі

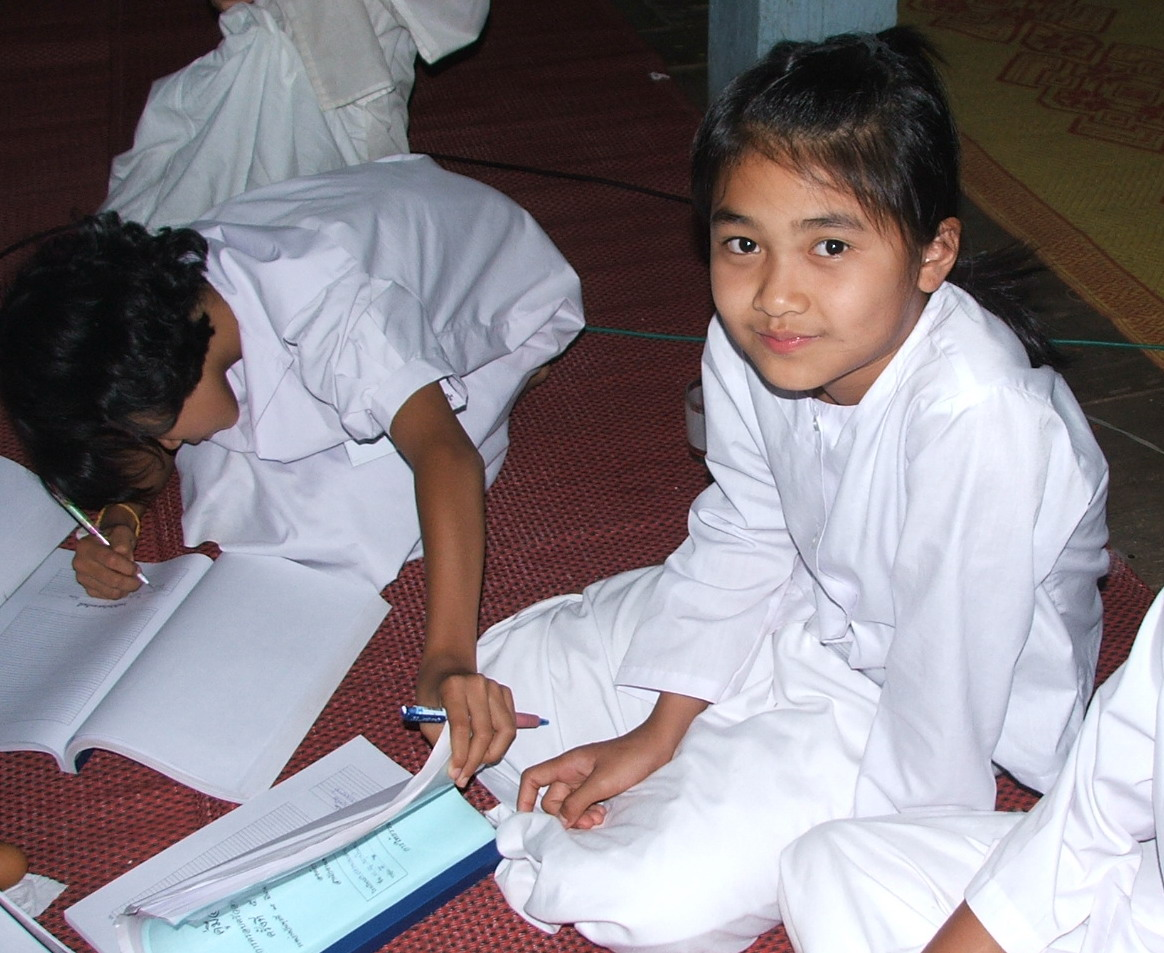
Юна буддійська черниця у Таїланді

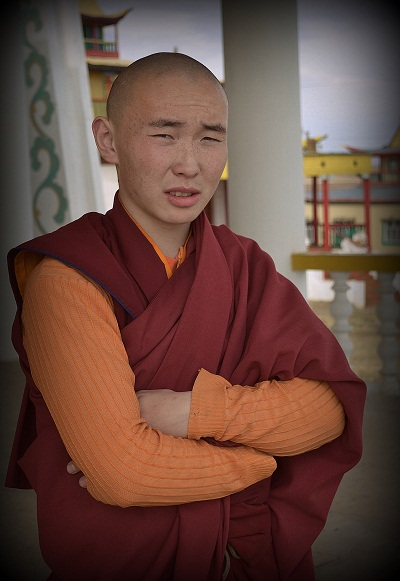
Хуварак-шраманера Сартул-Гегетуйського дацану. Бурятія

Шраманера (санскрит; палі: sāmaṇera; кит.: 沙彌; кор. 사미; бірм. ရှင်သာမဏေ shin thamanei; тай. สามเณร, латиніз. samanen; кхмер. សាមណេរ, латиніз. samaner; монг. хувраг; бур. хубараг) — чернець-послушник (учень, новачок) в буддизмі. Дівчина або жінка в цьому ж статусі називається шрамнері або шраманеріка (санскрит: śrāmaṇerī або śrāmaṇerikā, палі: sāmaṇerī, кит. трад. 沙彌尼, піньїнь: Shāmíní; синг. සාමණේරී සාමණේරී).

## Етимологія
Буквальне значення слова śrāmaṇera — «маленький шрамана,» тобто «маленький», в значенні «дитина» і «шрамана», в сенсі «монах, відлюдник».

## Обітниці
Відповідно до Вінаї, особи, які не досягли двадцятирічного віку, не можуть прийняти обітниць бгікшу, але можуть прийняти обітниці шраманери. Шраманери зобов'язані дотримуватися десять обітниць моральної поведінки:
1. Утримуватися від вбивства живих істот.
2. Утримуватися від злодійства.
3. Утримуватися від похоті (секс, жадання).
4. Утримуватися від брехні.
5. Утримуватися від вживання алкоголю і речовин, які задурманюють свідомість.
6. Утримуватися від прийняття їжі в недозволений час (після полудня).
7. Утримуватися від веселощів.
8. Утримуватися від використання парфуму, косметики, прикрас.
9. Утримуватися від сидіння на високому, м'якому, розкішному сидінні.
10. Утримуватися від володіння грошима.

Посвячення шраманера і шрамнері відрізняється.

## У тибетському буддизмі
Тибетське чернецтво дотримується традиції Муласарвастівади, через Тибет ця традиція була передана також в Монголію і Бурятію.

### Буддійська традиційна сангха Росії
Вищу релігійну буддійську освіту в Росії можна отримати при дацанах. Буддійські навчальні заклади діляться на чоловічі і жіночі. Жіночий дацан в Росії існує всього один — «Зунгон Даржалінг» в Улан-Уде.
Найбільший навчальний заклад для чоловіків у Росії, в якому хуваракі осягають основи буддійської філософії, — це університет «Даші Чойнхорлін» імені Дамба-Доржо Заяєва. Він створений в 1991 році на північний захід від міста Улан-Уде при Іволгинському дацані.
В університеті під керівництвом викладачів і духовних наставників з Монголії, Тибету, Індії й Бурятії навчаються понад сто хувараків з різних країн. Щорічно в буддійський університет набирають 25 осіб у віці від 15 років. Навчання в дацані тільки очне і безкоштовне. Термін навчання, як і в звичайному вузі, становить п'ять років.
Двічі на рік хуваракі йдуть на канікули: літні (з червня по вересень) і зимові — в дні буддійського Нового року Сагаалгана.
Хуваракі вивчають буддійську філософію, східну медицину, етнографію, тибетську, старомонгольську і бурятську мови, а також іконографію, основи тантризму і медитації. У навчальній програмі є й загальноосвітні предмети: право, математика, логіка, психологія, економічна теорія, соціологія, політологія, західноєвропейська філософія, англійська мова та історія.
Після закінчення університету хуварак отримує диплом про вищу освіту і звання лами (хандами — для жінок). Найздібніші хуваракі продовжують навчання в Індії, в буддійському монастирі Дрепунг — Гоман-дацані. Пройшовши традиційний 16-річний курс навчання, лами отримують звання Геше — еквівалент кандидата філософських наук. Охочі мають можливість захищатися на більш високі наукові ступені — Геше-дорамба, Геше-габжу (доктор наук) і Геше-лхарамба (професор).
Випускники буддійських вузів можуть себе реалізувати не тільки у служінні в дацанах, але можуть працювати перекладачами, сходознавцями, фахівцями з тибетської медицини, етнографами, астрологами, майстрами танкографіі, а також викладати в буддійських навчальних закладах.

#### Побут хуварака
Після зарахування до університету хуварак дає обітницю послушника, що включає в основному приборкання розуму, тіла, мови і свідомості.
Хуваракі живуть на території дацану, в будинках священнослужителів. Свій спартанський побут облаштовують самі. День починається з раннього підйому (о 5-6 годині щоранку) й ранкового хуралу (молитви). Дві великих перерви між заняттями тривають по годині. За цей час послушники встигають приготувати собі їжу, поїсти, привести в порядок приміщення, в якому живуть. З 17 до 19 години щовечора виконують домашні завдання, після виконання яких вечеряють.
Крім навчання, хуваракі беруть участь в господарських справах дацану. Наприклад, готують його будівлі і територію до великих храмових святкувань: фарбують, роблять дрібний ремонт і навіть будують. Під час літніх канікул дозволяється підробляти за межами дацану.